# Макович Семен Володимирович
Макович Семен Володимирович (13 липня 1995) — російський плавець.
Учасник Олімпійських Ігор 2016 року.